# Želenice (okres Kladno)
Obec Želenice se nachází 6 km jihovýchodně od Slaného v okrese Kladno, mezi Knovízí a Třebusicemi, blízko dálnice D7 Praha-Slaný. Žije zde 214 obyvatel.

## Historie
Obec dříve nazývaná Želunice vznikla na místě, kde je dle archeologických nálezů doloženo osídlení již z období kultury šňůrové, unětické, bylanské, laténské a raně křesťanské. V roce 1843 zde byla nalezena laténská bronzová spona, která byla uložena v Národním muzeu v Praze. Od 10. století patřila ves panenskému klášteru benediktýnek u sv. Jiří na Pražském hradě. V roce 1305 ji daroval král Václav II. spolu s částí sousední vsí Knovíz nově zřízenému královskému městu Slanému. V roce 1316 je připomínán Bolebor ze Želenic. V roce 1547 ves spolu se všemi sousedními statky městu Slaný zkonfiskována, ale do roku 1562 byla zase navrácena. Během konfiskacích majetku po bitvě na Bílé hoře, byla ves městu opět zabavena spolu s Netovicemi, Plchovem a jedním osedlým v Humnech. V roce 1622 byla prodána spolu se statky Vodolána Pětipeského z Chyš a Egrberka a na Blahoticích prodána Jaroslavovi Bořitovi z Martinic a na Smečně. Součástí smečenského panství byla i za Clam-Martiniců až do zrušení poddanství v roce 1848.

## Obecní správa

### Územněsprávní začlenění
Dějiny územněsprávního začleňování zahrnují období od roku 1850 do současnosti. V chronologickém přehledu je uvedena územně administrativní příslušnost obce v roce, kdy ke změně došlo:
- 1850 země česká, kraj Praha, politický i soudní okres Slaný[5]
- 1855 země česká, kraj Praha, soudní okres Slaný[5]
- 1868 země česká, politický i soudní okres Slaný[5]
- 1939 země česká, Oberlandrat Kladno, politický i soudní okres Slaný[6]
- 1942 země česká, Oberlandrat Praha, politický i soudní okres Slaný[7]
- 1945 země česká, správní i soudní okres Slaný[8]
- 1949 Pražský kraj, okres Slaný[9]
- 1960 Středočeský kraj, okres Kladno[10]

### Rok 1932
V obci Želenice (305 obyvatel) byly v roce 1932 evidovány tyto živnosti a obchody: cihelna, drůbežárna, 3 hostince, knihař, kovář, krejčí, obchod s ovocem a zeleninou, 3 rolníci, řezník, 2 obchody se smíšeným zbožím, starý materiál, obchod se střižním zbožím, trafika, 2 velkostatky.

## Památky
Stáří Želenic dosvědčuje kostel sv. Jakuba Většího, dominanta této vesnice. Již Antonín Podlaha uvádí, že kostel (loď) je patrně z doby románské. Uvádí se poprvé 1227 a pak roku 1352, ale oprýskaná omítka lodi na severní straně potvrdila jasně existenci želenického kostela (a tím i Želenic) snad v 11. století, určitě pak na konci 12. století.
Vedle kostela za malým hřbitovem na podezdívce stojí dřevěná zvonice s nízkou přisedlou mansardovou střechou. Zvony na želenické zvonici jsou z roku 1613 od slánského zvonaře Jindřicha Senomatského ze Štennštatu a z roku 1581 od Brikcího z Cinperka z Nového Města Pražského.
Přímo v obci jsou chráněny tří památné stromy: dub letní u průjezdní silnice a lípa velkolistá s lípou malolistou dole na návsi. V údolí severně od vesnice, při cestě směrem k Podlešínu se nachází zajímavý pískovcový útvar, přírodní památka Podlešínská skalní jehla.

## Doprava

### Dopravní síť
Do obce vedou silnice III. třídy.
Katastrální území protíná železniční trať Hostivice - Středokluky - Podlešín. Je to jednokolejná celostátní trať, doprava byla na trati zahájena roku 1873. Bývalá zastávka Želenice u Slaného (podrobněji níže) je od sídla vzdálená. Na trati byla od jízdního řádu 2004-05 zastavena osobní doprava. V březnu 2007 byly zavedeny víkendové cyklovlaky, ale ty již zastávkou projížděly. Naposledy byla zastávka uváděna v jízdním řádu pro cestující v sezóně 2010-11.

### Veřejná doprava 2011
V obci zastavovaly autobusové linky Slaný-Brandýsek-Praha (11 spojů tam i zpět) a Velvary-Kladno (1 spoje tam, 2 spoje zpět) (dopravce ČSAD Slaný, a.s.).

### Nádraží
Nádraží „Želenice u Slaného“ je vzdáleno téměř 2 kilometry východně od vsi. Okolní zástavba je pojmenovaná jako ulice U nádraží. Fakticky patří tato miniosada spíše k asi kilometr vzdáleným Třebusicím, z Želenic do ní ani nevede přímá cesta. Kdysi bývala u nádraží restaurace U Hofmannů.
Nádražní budova je ve zdevastovaném stavu a České dráhy uvažují o její demolici, pokud se nepodaří ji nikomu prodat, což je pravděpodobné. Nádražní budova je obydlena nelegálními obyvateli a celá oblast kolem nádraží se od 90. let 20. století změnila v cikánskou osadu, v níž jsou obydleny zbytky domů i karavany na zahradách, po osadě se povalují hromady odpadků a dílů rozebraných automobilů v rámci neoficiálního vrakoviště. Zárodek osady tvořili Romové, kteří v 80. letech pracovali u Českých drah a legálně obývali některé budovy. Evropský sociální fond odhaduje počet romských obyvatel osady na 51–75, se stoprocentní nezaměstnaností, většinou bez českého občanství a bez povolení k trvalému pobytu. Neexistuje a nepřipravuje se žádná koncepce řešení této lokality. Na černé skládce u osady dochází k častým požárům, rovněž nádražní budova je poškozena někdejším požárem.

## Osobnosti
- Jan Evangelista Šťastný (1824–1913), středoškolský profesor a autor učebnic
- František Kytka (1845–1898), pražský nakladatel, knihkupec a politik